# KernelSU
KernelSU，有时简称ksu，是一个Android上的内核级root方案。

## 特性
KernelSU运行在内核空间，有以下优点：
- 和运行在用户空间的Magisk相比，检测难度更大。
- 它可以提供以前从未有过的内核接口。例如在内核模式下为任何进程添加硬件断点，在任何进程的物理内存中访问，在内核空间拦截任何系统调用等。

KernelSU还提供了一个基于OverlayFS的模块系统，兼容社区大部分Magisk模块，但部分模块可能需要做出兼容性更改。
但是，KernelSU不提供Zygisk支持，需要用户自行刷入社区提供的Zygisk解决方案（如ZygiskNext，NeoZygisk等）。

## 安装
尽管KernelSU相比Magisk有诸多优势，但它的安装难度显著高于Magisk。

### GKI2.0内核

#### GKI模式
直接刷入由KernelSU提供的通用内核，优点是保留了KernelSU的难以探测的特性，但部分厂商会对内核进行修改，在刷入后可能造成续航缩短、部分功能不可用甚至是无法开机。

#### LKM模式
在KernelSU 1.0.0后，KernelSU提供LKM注入方式，通过可加载内核模块将KernelSU的模块直接加载到系统中，优点是可以直接利用原厂内核，兼容性更高，但这一过程需要对ramdisk进行修补，使得KernelSU更容易被检测到。

### 非GKI2.0内核
由于非GKI内核的碎片化极其严重，因此通常没有统一的方法来编译它。在这种情况下，需要将KernelSU集成到内核源码中并编译内核。如果内核不开源，无法使用此方法。此方法最低支持到4.14版本的内核，更低的版本则需要手动移植。